# Bowmboï
Albums de Rokia Traoré
Wanita
(2000) Tchamantché
(2008)
Bowmboï est le troisième album de Rokia Traoré publié le 26 septembre 2003 sur le Label Bleu.

## Historique
Dans cet album, Rokia Traoré utilise la musique malienne traditionnelle, soulignée par son chant puissant et ciselé lié à la tradition griot. Rokia Traoré en est l'auteur-compositeur-interprète avec la collaboration du Kronos Quartet sur deux titres.
Publié en septembre 2003, l'album est suivi d'une tournée internationale à l'automne, commencée par la France, puis le Royaume-Uni et l'Amérique du nord.

## Titres de l'album
| No  | Titre                            | Durée      |
| --- | -------------------------------- | ---------- |
| 1.  | M'bifo                           | 6 min 15 s |
| 2.  | Sara                             | 5 min 53 s |
| 3.  | Kôté Don                         | 5 min 39 s |
| 4.  | Mariama                          | 5 min 36 s |
| 5.  | Manian (avec le Kronos Quartet)  | 6 min 02 s |
| 6.  | Déli                             | 5 min 59 s |
| 7.  | Niènafîng                        | 3 min 36 s |
| 8.  | Kèlè Mandi                       | 4 min 59 s |
| 9.  | Kanou                            | 6 min 52 s |
| 10. | Bowmboï (avec le Kronos Quartet) | 9 min 56 s |

## Réception critique et publique
L'album est particulièrement bien reçu par la critique, notamment britannique avec la BBC Radio 3 qui l'élit en décembre 2003 album de l'année 2003 dans la catégorie « World Music ».
En France, l'album atteint la 43e place des meilleures ventes et surtout reste 58 semaines consécutives dans le Top 200 des albums. Il est certifié, en 2005, disque d'or avec plus de 100 000 exemplaires vendus.